# Syllegomydas algiricus
Syllegomydas algiricus is een vliegensoort uit de familie Mydidae. De wetenschappelijke naam van de soort is, geplaatst in het geslacht Rhopalia, voor het eerst geldig gepubliceerd in 1868 door Gerstaecker.
De soort komt voor in Noord-Afrika en Spanje.